# Verim (Póvoa de Lanhoso)
Verim é uma povoação portuguesa do Município de Póvoa de Lanhoso que foi sede da extinta Freguesia de Verim, freguesia que tinha 2,79 km² de área e 353 habitantes (2011), e, por isso, uma densidade populacional de 126,5 hab/km².
A Freguesia de Verim foi extinta (agregada) pela última Reorganização administrativa do território das freguesias, de acordo com a Lei nº 11-A/2013 de 28 de Janeiro, tendo o seu território sido agregado ao da das freguesias de Friande e Ajude para constituir a União de Freguesias de Verim, Friande e Ajude com sede em Verim.

## População
| População da freguesia de Verim | População da freguesia de Verim | População da freguesia de Verim | População da freguesia de Verim | População da freguesia de Verim | População da freguesia de Verim | População da freguesia de Verim | População da freguesia de Verim | População da freguesia de Verim | População da freguesia de Verim | População da freguesia de Verim | População da freguesia de Verim | População da freguesia de Verim | População da freguesia de Verim | População da freguesia de Verim |
| ------------------------------- | ------------------------------- | ------------------------------- | ------------------------------- | ------------------------------- | ------------------------------- | ------------------------------- | ------------------------------- | ------------------------------- | ------------------------------- | ------------------------------- | ------------------------------- | ------------------------------- | ------------------------------- | ------------------------------- |
| 1864                            | 1878                            | 1890                            | 1900                            | 1911                            | 1920                            | 1930                            | 1940                            | 1950                            | 1960                            | 1970                            | 1981                            | 1991                            | 2001                            | 2011                            |
| 370                             | 374                             | 404                             | 373                             | 447                             | 445                             | 494                             | 479                             | 501                             | 472                             | 417                             | 416                             | 395                             | 405                             | 353                             |